# Завидний (міноносець)
«Завидний» (рос. дореф. «Завидный») — міноносець типу «Завєтний» Чорноморського флоту Російської імперії. Перший з кораблів російського Чорноморського флоту, що підняв Український прапор у липні 1917 року. 
У 1917—1918 роках входив до складу Українського військово-морського флоту. В липні—листопаді 1918 року числився у складі Кайзерських ВМС Німеччини під індексом R13, в листопаді 1918 перейменований в «Полковник Шрамченко», у 1920 році — в «Марті». У 1923—1925 роках виведений із складу флоту і списаний.

## Будівництво
Замовлений в рамках суднобудівної програми на 1882—1902 роки. Спочатку мав будуватися на Балтійських верфях, а згодом транспортований своїм ходом в Чорне море, однак Морське відомство передало замовлення заводу «Наваль» в Миколаєві. Будувався за кресленнями 350-тонного міноносця типу «Буйний», при цьому в конструкцію корабля було внесено деякі зміни: приміщення для офіцерів переплановано на окремі каюти, камбуз винесено на верхню палубу, ходовий місток розширено і встановлено грот-щоглу. Носовий торпедовий аппарат прибрали, боєзапас торпед зменшили до чотирьох одиниць, а калібр торпедових аппаратов збільшили до 457 міліметрів.

## В російському флоті
У 1902 році закладений на стапелі заводу «Наваль». 22 березня 1902 року зарахований до переліку військових кораблів Чорноморського флоту Російської імперії, спущений на воду навесні 1903 і прийнятий у кінці того ж року. До 10 жовтня 1907 року рахувався міноносцем. Пройшов капітальний ремонт корпусу і механізмів у 1911—1913 роках на Франко-руському заводі в Миколаєві з повною заміною трубок в котлах та артилерійського озброєння. На початок Першої світової війни морально застарів.
В період Першої світової війни брав активну участь в набігових операціях на морські комунікації та узбережжя супротивника, ніс блокадну службу біля берегів Туреччини, виставляв міни біля протоки Босфор, забезпечував та прикривав набігові та мінно-загороджувальні дії інших сил флоту. З 10 січня по 16 лютого 1916 року брав участь в Ерзурумській наступальній операції. Разом з іншими кораблями знищив до 490 різних кораблів та плавзасобів ворога.

## В українському флоті та в роки громадянської війни
Після Лютневої революції корабель був українізований. Вперше піднявши український прапор ще в липні 1917 року, 12 жовтня «Завидний» першим серед кораблів Чорноморського флоту підняв український прапор та відмовився його спускати. В той же день по всіх газетах був опублікований маніфест команди есмінця:

«Ми, українці ескадрового міноносця «Завидний», підняли свій національний український прапор на гафелі задля того, щоби показати, що недивлячись на віковий гніт, все-таки живі ще сини нашої славної матері-України, а значить жива та сила, яка повинна відновити права нашої славної, дорогої матері-України. Цим ми показали, що ми, як і вся демократія Росії, вимагаємо проголошення російської федеративної демократичної республіки, а значить вимагаємо автономії як для інших, так і для всієї рідної і дорогої матері-України. Підняттям прапора ми показали, що являємо собою силу, і що цю силу ми застосуємо для досягнення своїх омріяних цілей задля відновлення всіх прав пригнічених народів. Нашим ворогам, і тим людям, які не ознайомившись з нашими переконаннями, звинувачують нас в анархії, у відокремленні, у створенні хаосу тощо, ми заявляємо, що не відокремлюємося од великої Росії, а йдемо рука об руку із всім пригніченим народом, ми більше ніж хто-небудь, не бажаємо роздорів, а лише стараємося втілити в життя гасло свободи, рівенства, братерства, щоб вони не залишились лише криком волаючого в пустелі, як це було досі. Цим ми лише нагадали всій демократії, що вона заснула, що ми закликаємо її піднятися, і йти з нами на боротьбу проти буржуазії за реалізацію прав всіх пригнічених народів і за мир во всьому світі. Ми, українці ескадрового міноносця «Завидний», закликаємо всіх вірних синів дорогої України, а також всю російську демократію підтримати нас в боротьбі за найкращі ідеали. Так, ми, українці, не спустимо піднятий нами наш національний прапор до того часу, як існуємо ми і існує міноносець «Завидний». Голова судового комітету Кубко. Голова гуртка Курілович, секретар прапорщик Кіслін. Члени: Семесенко, Дегтярьов і Скакун».
Оригінальний текст (рос.)
«Мы, украинцы эскадренного миноносца «Завидный», подняли свой национальный украинский флаг на гафеле для того, чтобы показать, что, несмотря на вековой гнет, все-таки живы сыны нашей славной матери-Украины, следовательно жива та сила, которая должна восстановить права нашей славной, дорогой матери-Украины. Этим мы показали, что мы, равно как и вся демократия России, требуем провозглашения российской федеративной демократической республики, а следовательно требуем автономии как для других, так и для всей родной и дорогой матери-Украины. Поднятием флага мы показали, что представляем собой силу и что эту силу мы применим для достижения своих заветных стремлений для восстановления прав всех угнетенных народов. Нашим недоброжелателям и тем людям, которые, не ознакомившись с нашими убеждениями, обвиняют нас в анархии, в отделении, во внесении раздора и т. п. мы заявляем, что не отделяемся от великой России, а идем рука об руку со всем угнетенным народом, мы больше, чем кто бы то ни был, не желаем раздора, что мы только лишь стараемся провести в жизнь лозунг свободы, равенства и братства, чтобы они не остались только гласом вопиющего в пустыне, как это было до сих пор. Этим мы только напомнили всей демократии, что она заснула, что мы призываем её воспрянуть и идти с нами на борьбу против буржуазии за осуществление прав всех угнетенных народов и за мир всего мира. Мы, украинцы эскадренного миноносца «Завидный», призываем всех верных сынов дорогой Украины, а также всю российскую демократию поддержать нас в борьбе за лучшие идеалы. Так, мы, украинцы, не спустим поднятый нами наш национальный флаг до тех пор, пока живы мы и существует миноносец «Завидный». Председатель судового комитета Кубко. Голова гуртка Курилович, секретарь прапорщик Кислин. Члены: Семененко, Дегтярёв й Скакун».

Прапор, що піднімали на кораблях ЧФ у 1917 році, до затвердження офіційного прапора ВМС УНР. Порядок смуг не регламентувався

Тоді ж чорноморцями було отримано звістку про українізацію на Балтійському флоті. На відзначення цієї події, за попередньою домовленістю із командуванням флоту, всі кораблі й порти чорноморського флоту на один день пілняли українські стяги, водночас просигналивши прапорами «Хай живе вільна Україна». Українці Севастополя влаштували на честь цього багатотисячну урочисту ходу та парад біля пам'ятника адміралу Нахімову. 15 листопада 1917 року всі кораблі чорноморського флоту цілу добу тримали українські прапори, а також сигнал «Слава Українській Народній Республіці».
Однак, протягом грудня більшовики, за допомогою терору та агітації змогли залучили до більшовицького руху майже весь Чорноморський флот. Вже 3 грудня 1917 року всі кораблі мінної бригади, окрім міноносця «Завидний», підняли червоного прапора, опустивши як українські, так і Андріївські прапори.
24 грудня 1917 року, невдовзі після захоплення більшовиками дредноута «Воля», останні кораблі воєнні українського флоту, чиї залоги виявилися найстійкішими і не піддалися більшовицькій агітації і, зрештою, так і не підняли червоного прапора — крейсер «Пам'ять Меркурія» та есмінець «Завидний», через загрозу захоплення більшовиками, за наказом українського морського міністерства перемістилися в Одесу, що тоді фактично стала єдиним українським портом. Однак ці кораблі вже в січні 1918 року були захоплені більшовиками.
Після захоплення виведений більшовиками до Севастополя, але 29 квітня 1918 українцями знову піднято над міноносцем український прапор. 1 травня корабель, незважаючи на вивід більшовиками частини флоту з міста, продовжував знаходитися під українським прапором, однак вже 3 травня міноносець був захоплений німецькими військами. Німці змінили назву міноносця на R13 і закомплектували його своєю залогою.
В листопаді 1918 повернений до складу українського флоту і мав бути перейменований на «Полковник Шрамченко», однак вже незабаром корабель був захоплений англо-французькими інтервентами. 24 квітня 1919 року, корабель, разом із більшими кораблями чорноморського флоту був підірваний англійцями. 29 квітня 1919 року корабель вчергове захоплено більшовицькими військами, але вже 24 червня 1919 року частини РСЧА були вибиті з міста білогвардійцями.

## Подальша доля
Після другого захоплення Севастополя частинами РСЧА 14 листопада 1920 року корабель отримав нове ім'я — «Марті», однак до складу дієвого флоту введений не був. Незважаючи на план капітального ремонту, на якому той перебував, в травні 1922 року був законсервований. Більше питання про ремонт корабля не підіймалося, і в 1923 році його здали «Комгосфонду» для реалізації. 21 листопада 1925 року кінцево виведений зі складу радянського флоту.